# Claudia Neidig

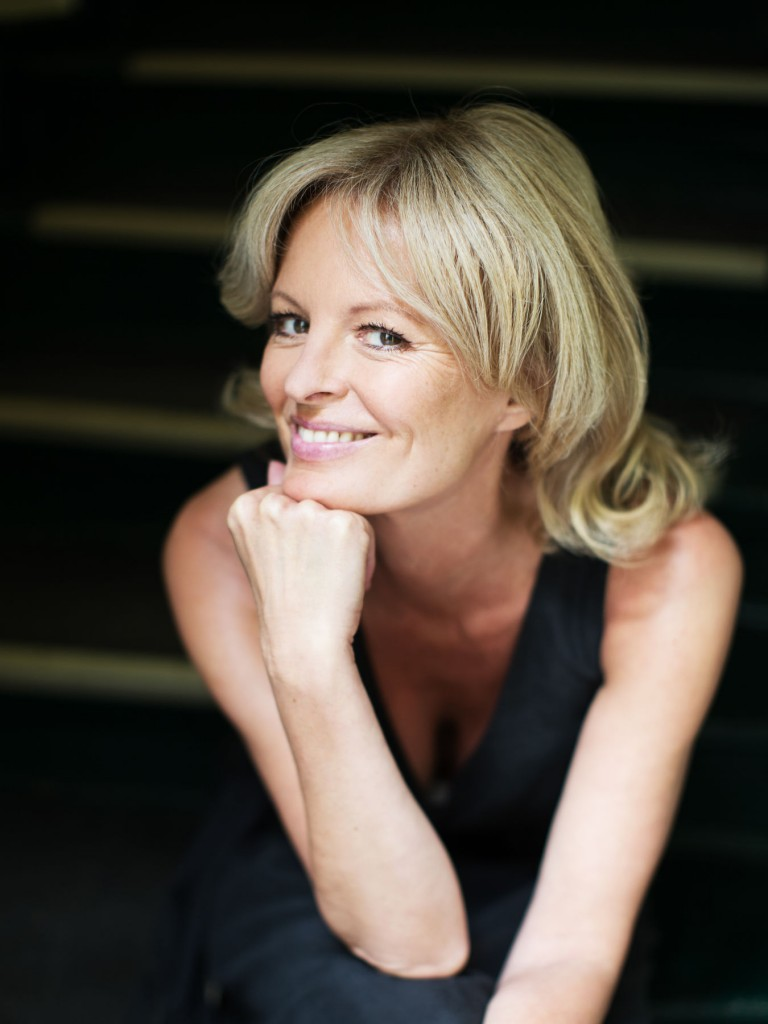
Claudia Neidig

Claudia Neidig (* 17. Dezember 1960 in Stuttgart) ist eine deutsche Schauspielerin.

## Leben und Karriere
Claudia Neidig machte ihre Schauspielausbildung von 1977 bis 1980 an der Badischen Schauspielschule in Karlsruhe. Sie spielte in zahlreichen Film- und Fernsehproduktionen wie Der Trip – Die nackte Gitarre 0,5, Ein Bayer auf Rügen, Frauenarzt Dr. Markus Merthin, Der Fahnder und die Tatort-Folge Blindflug.
Im Frühjahr 2002 spielte sie eine Gastrolle in der RTL-Seifenoper Gute Zeiten, schlechte Zeiten. Zuvor war sie vier Jahre in der Seifenoper Unter uns zu sehen. Im Oktober 2009 spielte Neidig ein weiteres Mal bei Gute Zeiten, schlechte Zeiten mit, jedoch in einer anderen Rolle.
1993 machte Neidig eine Ausbildung als Yogalehrerin im Sivanandan Yoga Vendanta Zentrum in Berlin.
Seit 2006 ist sie Inhaberin der Schauspielagentur Neidig.

## Filmografie (Auswahl)
- 1985: Polizeiinspektion 1: Große und kleine Fische
- 1985: Hilfe, die Amis kommen (National Lampoon’s European Vacation)
- 1985: Seitenstechen
- 1987: Tatort – Blindflug
- 1990: Die große Freiheit
- 1993: Ein Bayer auf Rügen
- 1995: Frauenarzt Dr. Markus Merthin
- 1996: Der Trip – Die nackte Gitarre 0,5
- 1997–2001: Unter uns
- 1998: Waxwing
- 2002, 2009: Gute Zeiten, schlechte Zeiten
- 2002: Das Jahr der ersten Küsse
- 2005: Düsseldorf 40220 (Pilotfilm)
- 2005: Die Rettungsflieger
- 2006: Verbotene Liebe
- 2007: Ahornallee
- 2011: Anna und die Liebe
- 2014: Alles was zählt
- 2015: Die Mütter-Mafia
- 2017: Nicht tot zu kriegen
- 2018: Hollywoodtürke
- 2024: Wenn Papa auf der Matte steht